# Doratogonus natalensis
Doratogonus natalensis là một loài cuốn chiếu thuộc họ Spirostreptidae. Chúng là loài đặc hữu của Nam Phi.
Môi trường sống tự nhiên của chúng là các khu rừng ẩm thấp và các đất ẩm ở độ cao lớn ở vùng nhiệt đới hoặc cận nhiệt đới.
Loài này đang bị đe dọa do mất môi trường sống.